# 紐約州第四十七志願步兵團
紐約州第四十七志願步兵團是南北戰爭期間巴頓的其中一支兵團，於1861年6月至9月間在布魯克林(Brooklyn)和紐約市組成。其後一直駐守在華盛頓特區至1862年，後奉命到南卡州東部的海島與南軍對峙超過一年。1863年末，紐約州第47自願步兵團首次踏足維吉尼亞州並參與該戰區之戰役，包括著名的冷港之役與彼得斯堡之役。